# 祖国联盟 (利比亚)
祖国联盟（英語：Union for Homeland，Al-Ittihad min Ajl Al-Watan）是一个利比亚政党，于2012年成立。它的主要根据地位于米蘇拉塔省。该党由反抗卡扎菲政权的一名重要人物Abdurrahman Sewehli所领导。

## 政治理念
该党追求地方自治，但是反对联邦制。它希望利比亚实现类似法国的半总统制。该党反对任何卡扎菲政权时期的政治人物继续从政。

## 议会选举
在2012年利比亚国民议会选举中，该党赢得2.5%的政党得票率，获得2个政党席位。